# 保羅·馬納福特
保羅·馬納福特（英語：Paul John Manafort Jr.，1949年4月1日—）是一名美国前说客 、 政治顧問、前律师。馬納福特长期擔任共和党竞选顾问，並于2016年6月至2016年8月担任特朗普总统竞选团队負責人。他于2018年因涉嫌税收和银行欺诈被定罪，并于2019年1月被没收了律師执业许可证。
马纳福特曾担任共和党人杰拉德·福特 、 罗纳德·里根、 乔治·HW·布什和鲍勃·多尔在美国总统竞选期间的顾问。 1980年，他与羅傑·斯通和小查爾斯·R·布萊克共同在华盛顿特区创立了一家游说公司Black, Manafort & Stone。该公司後來聘用了彼得·G·凱利，并在1984年更名为Black，Manafort，Stone和Kelly。:124马纳福特经常代表外国领导人游说，如前乌克兰总统维克托·亚努科维奇、前菲律宾獨裁者马科斯、前者扎伊尔獨裁者蒙博托·塞塞·塞科和安哥拉游击队领袖萨文比。替外国政府遊說需要根据《外国代理人注册法》在司法部注册為外國代理人；他于2017年6月27日通過追溯遊說歷史注册为外国代理人。
2017年10月27日，马纳福特和他的商业伙伴里奇·蓋茨因在2014年乌克兰亲欧盟示威运动前替乌克兰的亲俄罗斯維克多·費奧多羅維奇·亞努科維奇政府做咨询工作而被哥伦比亚特区美国地方法院起诉。起诉书是应罗伯特·穆勒特别顾问调查的要求而提出的。2018年6月，檢察官又对马纳福特提起了另外的指控，指称其在被软禁期间妨碍司法公正和干擾证人。
马纳福特在两个联邦法院被起诉。2018年8月，他在弗吉尼亚州东区受审， 并因八项税收和银行欺诈罪被定罪。在哥伦比亚特区地方法院，马纳福特承认两项串謀反美和干擾證人的指控，同时同意与检察官合作。2018年11月26日，罗伯特·穆勒报告称，马纳福特曾反复向调查人员撒谎違反認罪協商。 2019年2月13日，华盛顿特区地方法院法官艾米·伯曼·杰克逊認定認罪協商无效。2019年3月7日，T·S·艾利斯三世法官判处马纳福特监禁47个月。2019年3月13日，艾米·伯曼·傑克遜法官判处马纳福特额外43个月监禁。宣判后数分钟，纽约州检察官指控马纳福特犯有16项違反州法律的重罪。2019年12月18日，紐約州对他的指控被驳回。2020年12月23日，美國總統特朗普赦免馬納福特。

## 更多阅读
- Foer, Franklin. . The Atlantic. March 2018. （原始内容存档于2020-11-18）.